# Nuevo Casas Grandes
Nuevo Casas Grandes is een stad in de Mexicaanse deelstaat Chihuahua. De plaats heeft ongeveer 50.000 inwoners (schatting 2007) en is de hoofdplaats van de gemeente Nuevo Casas Grandes.
De plaats is gesticht in 1870 en is gelegen in een vruchtbare vallei in de Westelijke Sierra Madre. De stad ligt op ongeveer drie kilometer van de prehistorische stad Paquimé/Casas Grandes. In en nabij Nuevo Casas Grandes wonen gemeenschappen mennonieten en mormonen.